# Escharoides jacksonii
Escharoides jacksonii is een mosdiertjessoort uit de familie van de Exochellidae. De wetenschappelijke naam van de soort is, als Smittia jacksonii, voor het eerst geldig gepubliceerd in 1900 door Waters.